# Dudleya edulis
Dudleya edulis é uma planta suculenta, endémica dos habitats chaparrais, e é nativa do sudoeste da Califórnia e ligeiramente para o noroeste da Baixa Califórnia.
Ela cresce em encostas rochosas, no solo, e em afloramentos rochosos, do nível do mar até cerca dos 1300 metros de altitude.

## Cultivo
Dudleya edulis é cultivada como planta ornamental, plantada em jardins domésticos, jardins selvagens e em vasos.